# Doctor at Sea (film)
Doctor at Sea este un film de comedie britanic din 1955 regizat de Ralph Thomas. Rolurile principale au fost interpretate de actorii Dirk Bogarde, James Robertson Justice și Brenda de Banzie.

## Distribuție
- Dirk Bogarde - Dr. Simon Sparrow
- James Robertson Justice - Captain Hogg
- Brenda de Banzie - Muriel Mallet
- Brigitte Bardot - Hélène Colbert
- Maurice Denham - Steward Easter
- Michael Medwin -  Third Officer Trail
- Hubert Gregg -  Second Officer Archer
- James Kenney - Fellowes
- Raymond Huntley - Capt. Beamish
- Geoffrey Keen - Chief Officer Hornbeam
- George Coulouris - Ship's Carpenter
- Noel Purcell - Corbie
- Jill Adams - Jill
- Joan Sims - Wendy
- Cyril Chamberlain - Whimble
- Toke Townley - Jenkins
- Thomas Heathcote - Wilson
- Eugene Deckers - Chief of Police
- Michael Shepley - Jill's father
- Felix Felton - Dr George Thomas